# Lactarius deceptivus
Lactarius deceptivus es una especie de hongo basidiomiceto de la familia Russulaceae, se encuentra en el este de América del Norte y en Costa Rica, crece en los suelos ácidos de los bosques de pinos, de roble y de abeto.

## Características
Su seta, o cuerpo fructífero, aflora desde verano hasta otoño. La forma del sombrero (Píleo) es convexo cuando joven y aplanado cuando maduro, la superficie es seca y dura, su color es blanquecino, llegan a medir hasta 25 centímetros de diámetro.
El estipe es cilíndrico, de color blanquecino y puede medir 10 centímetros de largo por 3 centímetros de ancho.
Su carnosidad es blanca y su sabor picante y amargo y su olor es parecido al látex.

## Comestibilidad
Son comestibles, pero no son muy apreciados gastronómicamente.